# Hospital de Santa Marta
O Hospital de Santa Marta é um hospital localizado na cidade de Lisboa, mais precisamente na freguesia de Santo António. Situa-se no antigo Convento de Santa Marta, tendo já sido alvo de várias obras, incluindo ampliações do núcleo central.
Tem duas entradas e saídas para pessoas, uma na Rua de Santa Marta e outra na Rua da Sociedade Farmacêutica, e outra saída apenas para carros, na Travessa do Loureiro.
Integra a Unidade Local de Saúde de São José, anteriormente designada por Centro Hospitalar Lisboa Central (CHLC) e Hospitais Civis de Lisboa (HCL). Em 2027, data prevista para a entrada em funcionamento do futuro Hospital Universitário de Lisboa Oriental, no Parque da Bela Vista, em Chelas, os seus serviços e funcionários serão transferidos para essa unidade. Parte das suas instalações ficarão "ao serviço da Saúde" no que toca a doenças cardiovasculares, uma especialidade de referência desta unidade. Está prevista uma Unidade de Cuidados de Saúde Primários para o local.

## História
O Convento de Santa Marta (datado do Século XVI) foi convertido em 1890 a Hospício dos Clérigos Pobres. Destinava-se na altura a acolher e tratar vítimas de uma epidemia de gripe. Mais tarde, em 1903, passou a funcionar como hospital dependente do governo, com a finalidade de tratar doenças venéreas. Inicialmente como um anexo do Hospital de São José, passou a integrar o Grupo dos Hospitais Civis de Lisboa em 1903.
Em 1910, foi atribuída oficialmente ao Hospital de Santa Marta a função de Escola Médico-Cirúrgica de Lisboa, funcionando durante vários anos como Hospital Escolar da Faculdade de Medicina da Universidade de Lisboa, até à transferência desta última para a Cidade Universitária, no ano de 1953.
Um de seus mais ilustres funcionários foi o ex-presidente angolano Agostinho Neto, que teve pena de prisão comutada em serviços médicos a este hospital em 1962.

## Arquitectura

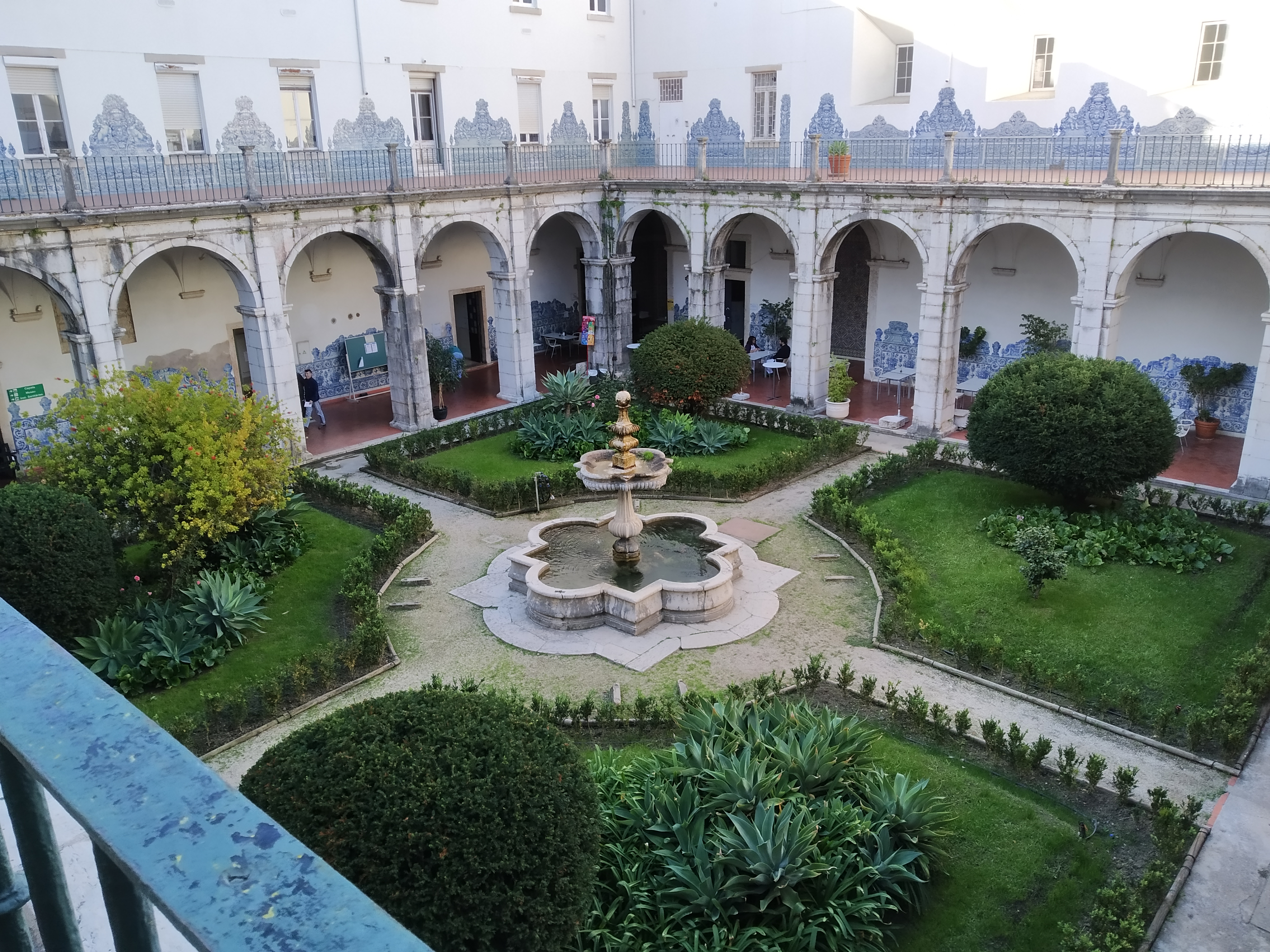
O claustro do Hospital de Santa Marta

De arquitectura maneirista, com um projecto inicial de Nicolau de Frias, o convento foi construído a partir de 1612. Sobressaem do seu conjunto o claustro, a igreja e a sala do capítulo, para além de uma impressionante obra da azulejaria portuguesa seiscentista e setecentista. O claustro e a igreja conservam hoje intacta a sua estrutura original
No dia 1 de novembro de 1755, o Convento de Santa Marta foi um de onze entre os sessenta e cinco conventos existentes em Lisboa que, não obstante os danos, se mantiveram habitáveis após o Terramoto de Lisboa.
Da Igreja do Convento de Santa Marta, apesar de classificada como Imóvel de Interesse Público desde 1946, pouco se encontra visível do seu esplendor original. Predominantemente barroca, foi construída entre os séculos XVII e XVIII. Tem uma planta longitudinal, abrindo a austera fachada principal para a Rua de Santa Marta, de onde são visíveis quatro janelões separados por contrafortes.